# Superboy (televisieserie)
Superboy is een Amerikaanse televisieserie gebaseerd op het DC Comics personage Superboy. De serie liep van 1988 t/m 1992 met een totaal van 100 afleveringen. De naam van de serie werd in het derde seizoen gewijzigd in The Adventures of Superboy.

## Achtergrond
De serie draait om Clark Kent, de latere Superman, toen hij nog als tiener op de hogere school zat in Siegville, Florida. In deze tijd gebruikte hij zijn krachten reeds voor heldendaden, en noemde zichzelf Superboy. Ironisch genoeg was de stripversie van deze superboy (de jonge Clark Kent) drie jaar eerder uit de strips geschreven toen DC Comics besloot veel van zijn personages nieuwe achtergronden te geven. Pas in 1993, een jaar nadat de televisieserie was stopgezet, werd weer een nieuw vast personage met de naam Superboy geïntroduceerd in de strips.
De serie werd bedacht door Ilya & Alexander Salkind, de producers van de eerste drie Superman films en de film Supergirl. Net als de Superman animatieserie uit 1988 viel de serie samen met het 50-jarig bestaan van Superman.
De show werd opgenomen in Orlando, Florida, in de Disney (seizoen 1) en Universal (seizoenen 2-4) studios. Dat was ook de reden dat de serie zich in Florida afspeelde. Aanvankelijk draaide veel van de actie in de serie om de verhalen die Clark n T.J. schreven voor de schoolkrant, de Shuster Herald. Alle buitenscènes van de "Shuster University" werden gefilmd bij de campus van de University of Central Florida.
Veel stripboekschrijvers werkten mee aan de serie, waaronder Michael Carlin, Andy Helfer Denny O'Neil, Cary Bates, J.M. DeMatteis, en Mark Evanier.

## Geschiedenis

### Seizoen 1
De serie startte in 1988 met John Haymes Newton in de rol van Superboy/Clark Kent. Stacy Haiduk speelde Clarks vriendin Lana Lang, en Jim Calvert Clarks kamergenoot T.J. White.
Het seizoen telde aanvankelijk dertien afleveringen, beginnend met "Countdown to Nowhere", waarin Superboy zichzelf voor het eerst aan het publiek toond. Deze aflevering kent twee versies. In de ongecensureerde versie speelt de aflevering zich in het “heden” af, in de gecensureerde versie is de aflevering een flashback.
De eerste afleveringen waren duidelijk anders dan de latere afleveringen van de serie. Daar de producers niet zeker wisten of er misschien meer afleveringen besteld zouden worden, probeerden ze zo veel mogelijk geld te besparen bij de productie van de eerste 13. Derhalve zijn de special effects wat minder goed en hebben de afleveringen verhalen die meer op de ontwikkeling van de personages gericht zijn. De schurken in deze afleveringen waren gewone criminelen zoals drugsdealers.
Toen de serie aansloeg werd het eerste seizoen uitgebreid naar 26 afleveringen, en werden de special effects verbeterd. Nu werden ook meer supervijanden geïntroduceerd zoals een alien, een vampier en de klassieke Supermanschurk Lex Luthor. De vijandschap tussen Luthor en Superboy kwam in de serie deels doordat Superboy verantwoordelijk was voor Lex’ kaalheid.

### Seizoen 2
In het tweede seizoen vonden een paar drastische veranderingen plaats. Zo werden bijvoorbeeld een aantal acteurs vervangen. John Haymes Newton werd betrapt op rijden onder invloed; iets wat groot werd uitgemeten in de kranten. De producers vreesden dat dit de serie nadelig zou beïnvloeden, en vervingen Newton daarom door Gerard Christopher. Scott Wells, die in seizoen 1 de rol van Lex Luthor vertolkte, werd vervangen door Sherman Howard. In de eerste aflevering van het seizoen lieten de producers Luthor plastische chirurgie ondergaan om te verklaren waarom hij er opeens anders uitzag. T.J. White werd uit de serie geschreven, en vervangen door Ilan Mitchell-Smith.
Meer bekende Supermanschurken deden hun intrede in dit seizoen zoals Metallo, Bizarro en de Yellow Peri.

### Seizoen 3
In het derde seizoen onderging de serie opnieuw een verandering. De titel werd nu officieel The Adventures of Superboy, en de serie verplaatste zich van de Shuster University naar de “Bureau for Extra-Normal Matters” in Capitol City, Florida, waar Clark en Lana gingen werken. Andy McCalister werd uit de serie geschreven. Veel van de bijpersonages waren nu collega’s van Clark en Lana in plaats van mede-studenten.
De ondertoon van de serie veranderde ingrijpend. De verhalen in seizoen drie waren een stuk grimmiger en de serie kreeg in zijn geheel meer het uiterlijk van een film noir. Journalisten schreven deze veranderingen toe aan het succes van de Batman film uit 1989. Veel verhalen draaiden om volwassen thema’s. Zo geeft Superboy zijn heldenleven tijdelijk op wanneer hij denkt een onschuldige omstander te hebben gedood, wordt geconfronteerd met zijn grootste angsten door een alien die zijn nachtmerries beïnvloed, en reist naar een aantal parallelle universums waarin te zien is hoe zijn leven zou zijn gelopen als hij andere keuzes had gemaakt. Zo ontmoet hij een versie van zichzelf die zich niet langer kon inhouden en Luthor vermoordde, en een versie van zichzelf die in plaats van de mensheid te helpen met zijn krachten juist de wereld heeft veroverd.

### Seizoen 4
Het vierde seizoen behield de opzet van het derde seizoen, en was het eerste seizoen waarin geen grote veranderingen binnen de cast plaatsvonden. De trend van afleveringen met een meer volwassen verhaal werd voortgezet in dit seizoen. Zo wordt in een aflevering Bizarro eindelijk weer een gewoon mens, maar moet dit opgeven om Superboy te redden.

## Het einde van de serie
Het vierde seizoen zou eigenlijk eindigen met een cliffhanger waarin Superboy blijkbaar wordt gedood door Luthor. De kijkcijfers van de serie waren in seizoen 4 nog steeds hoog en de producers gingen ervan uit dat er nog minstens twee seizoenen zouden volgen. De serie moest noodgedwongen stoppen toen Warner Bros. de rechten op Superboy opeiste. Daarom werd de finale van het vierde seizoen herschreven zodat duidelijk te zien was dat Superboy nog wel leefde.
Warner Bros. Wilde vermoedelijk de rechten op het personage omdat ze hun eigen supermanserie, Lois & Clark: The New Adventures of Superman, in gedachten hadden en niet wilden dat er twee supermanseries tegelijk zouden lopen.

## Cast

### Seizoen 1
- Stacy Haiduk – Lana Lang
- John Haymes Newton – Superboy/Clark Kent
- Jim Calvert - T.J. (Trevor Jenkins) White
- Scott James Wells – Lex Luthor
- Michael Manno - Leo
- George Chakiris - Professor Peterson
- Roger Pretto - Lt. Zeke Harris
- Stuart Whitman – Jonathan Kent
- Salome Jens – Martha Kent

### Seizoenen 2-4
- Stacy Haiduk - Lana Lang
- Gerard Christopher - Superboy/Clark Kent
- Ilan Mitchell-Smith - Andy McCalister
- Peter Jay Fernandez - Matt Ritter
- Robert Levine - C. Dennis Jackson
- Gilbert Gottfried - Nick Knack
- Sherman Howard - Lex Luthor
- Tracy Roberts - Darla
- Stuart Whitman - Jonathan Kent
- Salome Jens - Martha Kent